# Edward Łabędź
Edward Łabędź (ur. 19 września 1925 w Wojkowicach, zm. 4 lutego 2003 tamże) – polski ślusarz maszynowy i działacz partyjny, poseł na Sejm PRL VI kadencji.

## Życiorys
Syn Antoniego i Stefanii. Uzyskał wykształcenie podstawowe. Podczas II wojny światowej zatrudniony był w firmie „Furmanck” przy kopalni „Jowisz” w Wojkowicach. W 1942 wysłano go na roboty przymusowe do Niemiec. Po wojnie pracował w kopalni „Grodziec” w Będzinie. Zasiadał w plenum Komitetu Powiatowego Polskiej Zjednoczonej Partii Robotniczej w Będzinie, w plenum Komitetu Zakładowego oraz w plenum Rady Zakładowej. Był także przewodniczącym Komisji Mieszkaniowej. W 1972 uzyskał mandat posła na Sejm PRL w okręgu Sosnowiec. Zasiadał w Komisji Górnictwa, Energetyki i Chemii.
Pochowany na cmentarzu komunalnym w Wojkowicach.

## Odznaczenia
- Złoty Krzyż Zasługi
- Srebrny Krzyż Zasługi
- Brązowy Krzyż Zasługi
- Medal za Długoletnie Pożycie Małżeńskie (1999)[2]
- Medal 10-lecia Polski Ludowej (1954)[3]